# Hypolimnas calisto
Hypolimnas calisto är en fjärilsart som beskrevs av Pieter Cramer 1775. Hypolimnas calisto ingår i släktet Hypolimnas och familjen praktfjärilar. Inga underarter finns listade i Catalogue of Life.